# Las Jilguerillas
Las Jilguerillas fueron un dueto de música ranchera, campirana y mariachi formado por las hermanas Amparo e Imelda Higuera Páramo, ambas originarias del poblado Cañada de Ramírez, perteneciente al municipio de Numarán, ubicado al norte del estado de Michoacán. Entre sus canciones más reconocidas se incluyen «El Novillo Despuntado», «El Bato Gacho», «Busca Otro Amor» y «Ojitos Encantadores».
En 2004, Imelda falleció. Años más tarde, en 2007, la cantante Mercedes Castro se unió a la hermana aún viva para revivir al dueto. En 2021, Amparo falleció, lo significó el final del dueto musical.

## Biografía y carrera

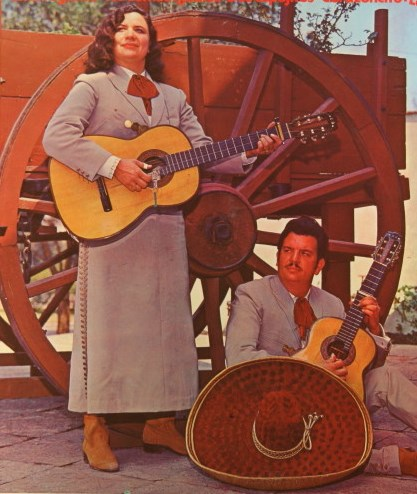
Dueto América.

El dúo fue inicialmente conformado por las hermanas Amparo (nacida en 1936) e Imelda Higuera Juárez (nacida en 1938), ambas originarias de Cañada de Ramírez, Michoacán, México. Tuvieron un hermano llamado Salvador. Comenzaron su carrera en 1955 con apoyo de su padre Felipe y al ser descubiertas por el también dueto de cantantes el «Dueto América» durante una fiesta en la que interpretaron una canción ranchera que en ese entonces estaba de moda y con la cual demostraron su talento para cantar ese género musical, siendo convencidas para estudiar canto profesional bajo la tutela del dúo. Amparo fue la primera voz e Imelda la segunda y en sus inicios como cantantes profesionales fueron dirigidas por Gilberto Parra, y más tarde por Cornelio Reyna.
Se especializaron en los géneros de música ranchera, campirano y mariachi. En el primer disco que lanzaron, el 5 de julio de 1955, se incluyeron las canciones «Chaparrita Consentida» y «Has de ser mía», que se convirtieron en un éxito e hicieron que el disco tuviera muchas ventas en todo México y entre personas de habla hispana en Estados Unidos. Otras de sus canciones que fueron un éxito y aumentaron su fama fueron «El Descalzo», «Vieja escalera», «Ojitos Encantadores», «Busca Otro Amor», «De Mañana en Adelante», «El Bato Gacho», «Guadalupe Reyes» y «El Novillo Despuntado».
También incursionaron en el cine, participando en algunas películas como El Secuestro (1974), El Rey (1976), Que no me bese el mariachi (1981), Maldita Miseria (1983), La Coyota (1987), El Gorra Prieta (1993) y Capo de capos (1998).
El 19 de julio de 2004 Imelda Higuera falleció entre los 65 o 66 años de edad a causa de un paro respiratorio en Ciudad de México. Amparo continuó presentándose en solitario hasta que en 2007 se unió a la cantante Mercedes Castro para revivir el dueto, y con quien grabaría varios discos, comenzando con el titulado Amparo de las Jilguerillas y Mercedes Castro, lanzado ese mismo año. En 2017 Amparo fue galardonada con el Premio Eréndira de las Artes y en 2018 fue colocada por el presidente municipal de Numarán una placa conmemorativa en la casa donde Amparo y su hermana vivieron y crecieron en Cañada de Ramírez, Michoacán.
El 14 de enero de 2021 Mercedes Castro anunció a través de su cuenta de Facebook el fallecimiento de Amparo Higuera a los 84 años de edad, después de haber estado varios días internada en un hospital; esto significó el final del dúo musical.

## Miembros
- Amparo Higuera Juárez - primera voz (murió en 2021)
- Imelda Higuera Juárez - segunda voz (murió en 2004)
- Mercedes Castro - segunda voz (2007 - 2021)

## Discografía
| - Corridos calientes, 1991. - Contestadas y corridos, 1993. - 50 Años Sony Music México, 1996. - Anda Paloma y dile y más éxitos, 1997. - El Descalzo, 1997. - Ya están cantando los gallos, 1997. - Lo mejor del Folklore, 1997. - Con sabor a México, 2000. - 20 éxitos, 2000. - 45 años de éxitos, 2001. - Recuerdos de Mi Tierra, 2001. - Recuerdos del Rancho, 2001. - Colección de Oro: 15 éxitos, 2002. | - Sembrar una flor, 2002. - Mis 30 mejores canciones, 2003. - Con Banda, 2003. - Nuestra Historia, 2004. - El Dueto Consentido De México, 2004. - Por Siempre, 2004. - De Parranda con La Banda, 2005. - Cinco Décadas Una Historia, 2005. - Mejicanísimo, 2006. - La Gran Colección, 60 Aniversario, 2007. - Pipa Blindada, 2008. - 20 flamazos de éxitos, 2008. - Una aventura, 2011. |